# 总溶解固体
總溶解固體（英語：Total dissolved solids，TDS），又稱溶解性固體總量，測量單位為毫克/升（mg/L），它表明一公升的水中溶有多少毫克溶解性固體。TDS值越高，表示水中含有的雜質越多。 
包括无机物和有机物两者的含量。可用电导率值大致了解溶液中的盐份，常规情况下，电导率越高，盐份越高，则TDS也越高。在无机物中，除了溶解成离子状的成分外，还可能有呈分子状的无机物。由于天然水中所含的有机物以及呈分子状的无机物一般可以不考虑，所以一般也把含盐量称为总溶解固体。
但在特定水中，TDS并不能有效反应水质的情况，比如电解水，由于电解过的水中OH-等带电离子显著增多，相应的导电量就异常加大，比如原TDS在17的纯水经电解水机电解后所得碱性水的TDS值大约在300左右。

## TDS的测量
测量TDS值需要在常温常压下进行，注意以下问题：
1. 不可测量高温水体（例如：热开水）
2. 不能测量晃动较大的水体（例如：流动水）
3. 不能测量污染浓度较高的水体（例如：高浓度的工业废水）